# 正阳大街 (北京)
正阳大街，是北京市丰台区中心地区的东西向主要大街。

## 简介
正阳大街东起东大街南口，向西南经丰台火车站北侧，又横穿西四环南路，西到西安街南口，与丰台西路连接。1895年，丰台火车站建成，车站门前及东西两侧形成一条商业街，主要经营餐饮、客货栈、搬运、修理等行业，这是正阳大街的雏形。正阳大街起初在路中央有条东西向的排水沟，将大街分成南北两条并行的小街。排水沟的污水从大街西部排出，东流进大街东端的丰草河。排水沟的中西段上方搭有木板和石条，可供行人穿行。后来又在木板和石条上搭建简易棚子，作为商贩的经营场所。
正阳大街靠近丰台火车站的一侧，主要经营饮食业。中华人民共和国成立前，正阳大街上的小饭铺和餐饮摊点有将近50家，经营炒饼、炒面、馄饨、烧饼、面茶、炒肝、老豆腐、驴打滚等北京小吃。规模大的有六家：“庆丰馆”、“福春园”、“三益轩”、“聚东园”、“义和居”、“义胜馆”。三益轩可以办宴会。福春园以肝闻名尖炒面。此外还有周贵的大碗面、白顺兄弟的面馆、张桐和的馒头铺、“馄饨王”王德山的馄饨等等。
正阳大街上的大商号多数在街北，西起菜市口，东到火车站。大商号包括：桐玉顺粮庄、利丰客栈、天和客栈、聚乐园说书馆、荣盛号杂货铺、恒源浴池，此外还有不少油盐店、布庄、茶馆、戏院、百货铺、药铺、肉铺等，街上还有卖花、卖菜、卖蛋、卖鱼虾蟹的流动商贩。
1956年，中华人民共和国对资本主义工商业实行社会主义改造，正阳大街上的大店铺实行公私合营，小店铺组建合作商店、合作小组，正阳大街上的店铺从改造前的170余家减少到改造后的60余家，而店铺规模均有扩大。
1950年代，正阳大街道路不平，大风天尘土飞扬，下雨后满街污水。1959年，丰台区人民委员会采用“民办公助”的形式，大规模改造正阳大街，拆除了大街中央的板房，将排水沟改为地下管道，铺设石子路面。1964年、1975年、1988年，正阳大街三次拓宽改造，向西延长到了东安街南口，并新建和扩建了许多商业网点。1970年代到1980年代末，为正阳大街商业鼎盛期，是丰台区最繁华的商业街。
1990年代，丰台镇启动危旧房改造，正阳大街北侧的平房住宅分期改造为正阳、永善等居民小区。正阳大街仅剩路南的十余家商铺和路北的“丰一百”原址、丰台宾馆，其他老店铺全部拆除。到2010年代，正阳大街有150余家小店铺，但正阳大街早已不再是商业中心。
正阳大街上原来有丰台大桥。丰台大桥的原址位于今正阳大街和西四环南路交叉处，为南北向桥梁，桥上通行机动车、非机动车和行人，桥下为东西向的铁路。丰台大桥建设之前，这里原是平交道口，有次火车撞死一头正过路口的大牲畜，不久这里便架起一座木桥。1935年日军进驻丰台，很快便拆除木桥，在原址修建水泥桥。1949年中华人民共和国成立后，丰台大桥经多次修缮。后来在西四环南路建设中，拆除了丰台大桥，西四环南路在铁路下方经隧道通过。
正阳大街是附近居民到西四环的主要道路之一。但因道路两侧多年形成的商户占道经营、车辆违章停放等问题，交通堵塞严重。2016年9月至11月，丰台街道联合综治办、城管、工商、食药监局等多个部门对正阳大街实施综合治理，清退非法经营和超范围经营的店铺，拆除不符合规定的广告牌、违章建筑的地基、台阶。丰台街道还计划在正阳大街附近修建立体化停车场，以解决停车难问题。
2021年5月21日，正阳大街南侧与之平行的京广高速铁路丰台特大桥贯通。